# Hughie McAuley
Hughie McAuley (* 8. Januar 1953 in Bootle) ist ein ehemaliger englischer Fußballspieler und Fußballtrainer.

## Leben und Karriere
McAuley ist derzeit der Cheftrainer der Reservemannschaft des FC Liverpool. Zuvor war der Engländer auch Trainer der U-19-Mannschaft des Vereins. Seit dem Jahr 1990 arbeitet er in der Jugendabteilung des Klubs und 2005 wurde er Trainer der zweiten Mannschaft. Als Spieler unterschrieb er einen Vertrag bei den Reds, kam aber zu keinem einzigen Pflichtspieleinsatz. Weiters spielte McAuley für die Tranmere Rovers, Plymouth Argyle, Charlton Athletic, Carlisle United und FC Formby. Er war Jugendtrainer beim Sieg des FC Liverpool in der englischen Jugendmeisterschaft 1996. McAuley trainierte spätere Superstars wie Michael Owen, Steven Gerrard oder Jamie Carragher.
Er ist verheiratet, sein Sohn Hugh McAuley war ebenfalls Profifußballer.
| Personendaten    | Personendaten             |
| ---------------- | ------------------------- |
| NAME             | McAuley, Hughie           |
| KURZBESCHREIBUNG | englischer Fußballspieler |
| GEBURTSDATUM     | 8. Januar 1953            |
| GEBURTSORT       | Bootle                    |